# 絶対可憐チルドレン ALL THE BEST
『絶対可憐チルドレン ALL THE BEST』（ぜったいかれんチルドレン オール・ザ・ベスト）は、テレビアニメ『絶対可憐チルドレン』のベストアルバム。2010年7月28日にジェネオン・ユニバーサルから発売された。

## 概要
テレビアニメ『絶対可憐チルドレン』のベストアルバム。CDジャケットには、明石薫、野上葵、三宮紫穂が描かれており、加々美高浩の描き下ろしである。初回生産分特典として、スペシャル着ボイスがダウンロードできるパスワード入りカードが封入されている。

## 収録曲
1. Over The Future [4:02]
歌：可憐Girl's
作詞：六ツ見純代、作曲：佐伯高志、編曲：m-takeshi
テレビアニメ 1st オープニングテーマ
2. 絶対love×love宣言!! [3:43]
歌：ザ・チルドレン starring 平野綾&白石涼子&戸松遥
作詞：葉月ゆら、渡邊亜希子、作曲：江並哲志、編曲：前口渉
テレビアニメ 1st エンディングテーマ
3. DATTE 大本命 [3:49]
歌：ザ・チルドレン starring 平野綾&白石涼子&戸松遥
テレビアニメ 2nd エンディングテーマ
4. Over The Future feat. THE CHILDREN [4:01]
歌：ザ・チルドレン starring 平野綾&白石涼子&戸松遥
作詞：六ツ見純子、作曲：佐伯高志、編曲：m-takeshi
5. MY WINGS [4:02]
歌：可憐Girl's
作詞：人萌乎、作曲・編曲：前口渉
テレビアニメ 2nd オープニングテーマ
6. Break+Your+Destiny [4:42]
歌：可憐GUY's starring 遊佐浩二&中村悠一&谷山紀章
作詞：六ツ見純代、作曲：渡辺翔、編曲：増田武史
テレビアニメ 3rd エンディングテーマ
7. MY WINGS feat. THE CHILDREN [4:02]
歌：ザ・チルドレン starring 平野綾&白石涼子&戸松遥
テレビアニメ 第46話 オープニングテーマ
8. 絶対love×love宣言!! [3:44]
歌：可憐Girl's
作詞：葉月ゆら、渡邊亜希子、作曲：江並哲志、編曲：前口渉
テレビアニメ 第46話 エンディングテーマ
9. No Surrender [3:32]
歌：可憐GUY's starring 遊佐浩二&中村悠一&谷山紀章
作詞：六ツ見純代、作曲：佐伯高志、編曲：佐々木裕
10. 早春賦 [3:55]
歌：ザ・チルドレン starring 平野綾&白石涼子&戸松遥
テレビアニメ 4th エンディングテーマ
11. …Out of control… [3:34]
歌：可憐GUY's starring 遊佐浩二&中村悠一&谷山紀章
作詞：六ツ見純代、作曲：渡辺拓也、編曲：増田武史
OVA エンディングテーマ
12. ☆Seventh★Heaven☆ [4:03]
歌：ザ・チルドレン starring 平野綾&白石涼子&戸松遥
作詞：六ツ見純代、作曲：okky、編曲：前口渉
OVA 主題歌